# Ли Хунся
Ли Хунся́ (кит. упр. 李红侠, пиньинь Lǐ Hóngxiá; род. 10 сентября 1986, Ляонин, Китай) — китайская хоккеистка (хоккей на траве), полевой игрок. Серебряный призёр летних Олимпийских игр 2008 года.

## Биография
Ли Хунся родилась 10 сентября 1986 года в китайской провинции Ляонин.
Играла в хоккей на траве за «Ляонин» из Даляня.
В 2008 году вошла в состав женской сборной Китая по хоккею на траве на летних Олимпийских играх в Пекине и завоевала серебряную медаль. Играла в поле, провела 7 матчей, забила 3 мяча (два в ворота сборной Австралии, один — Испании).
В 2012 году вошла в состав женской сборной Китая по хоккею на траве на летних Олимпийских играх в Лондоне, занявшей 6-е место. Играла в поле, провела 6 матчей, забила 1 мяч в ворота сборной Южной Кореи.
В 2016 году вошла в состав женской сборной Китая по хоккею на траве на летних Олимпийских играх в Рио-де-Жанейро, занявшей 9-е место. Играла в поле, провела 2 матча, мячей не забивала.
В 2006 и 2010 годах завоевала золотые медали хоккейных турниров летних Азиатских игр в Дохе и Гуанчжоу. В 2014 году стала серебряным призёром летних Азиатских игр в Инчхоне.